# Frieseomelitta varia
Marmelada-amarela (Frieseomelitta varia) é uma abelha quase branca da subfamília dos apíneos, que nidifica em taipa e árvores ocas. Está distribuída nos estados brasileiros abrangidos pela floresta amazônica, cerrado e caatinga.

## Outros nomes e etimolgia
Esta espécie de abelha também é conhecida como marmelada, miguel-de-breu, manoel-de-breu, manoel-d'abreu, moça-branca, marmelada-amarela-brava e mehnodjành.

## Características

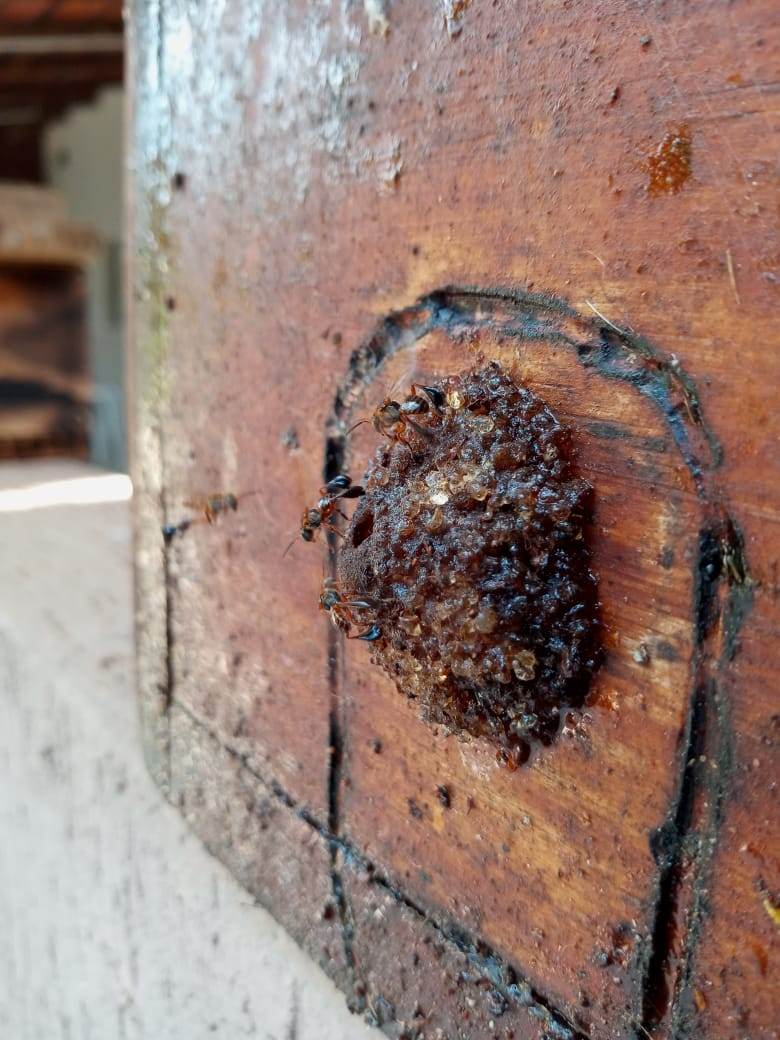
Entrada construída com resinas de árvore de uma colônia de marmelada em caixa de madeira

São abelhas sociais, defensivas num primeiro momento, que depositam própolis sobre a pessoa que as importuna, podendo mordiscar, mas logo depois se acalmam. Suas colônias racionais são cobertas com própolis pelas próprias abelhas. A entrada do ninho é pequena, não saliente e permite que apenas uma abelha passe por vez. A cria é produzida em células que encostam levemente umas nas outras ou são ligadas por um cabo pequeno de cerume, formando grupos parecidos com cachos de uva. Há células reais, inclusive formadas a partir de células comuns, na ausência da rainha. Os potes de pólen são cilíndricos ou cônicos, com cerca de 3 cm de altura e os potes de mel são ovóides, com cerca de 1,5 cm de altura. As colônias podem ser médias ou grandes. Nestas abelhas as operárias nunca desenvolvem ovários.
É uma abelha muito adaptada a clima mais quente e seco, sendo comum ser encontrada em mourões de cerca expostos diretamente ao sol ou em postes de energia elétrica. Devido a esta adaptação, o mel de Frieseomelitta varia tem pouca umidade, sendo muito viscoso. O pólen depositado é bastante seco, quase sem nenhuma umidade, o que já ajuda a não ter problemas com forídeos que gostam de pólen úmido e fermentado.
Uma das características pouco conhecidas sobre a abelha Frieseomelitta varia e documentada por meio de estudos é que ela é muito resistente ao ataque de abelhas limão e possui casta de soldado, assim como a abelha jataí.
A Frieseomelitta varia foi a segunda abelha sem ferrão que teve todo o seu código genético sequenciado, por meio de um consórcio de universidades brasileiras com apoio e financiado pelo CNPq.

## Sinonímias

### Sinonímias científicas
- Melipona angustata (Lep.et. Serv.)
- Frieseomelitta varia (Lep.)
- Frieseomelitta doederleini (Friese, 1900)